# Hugo Barrientos

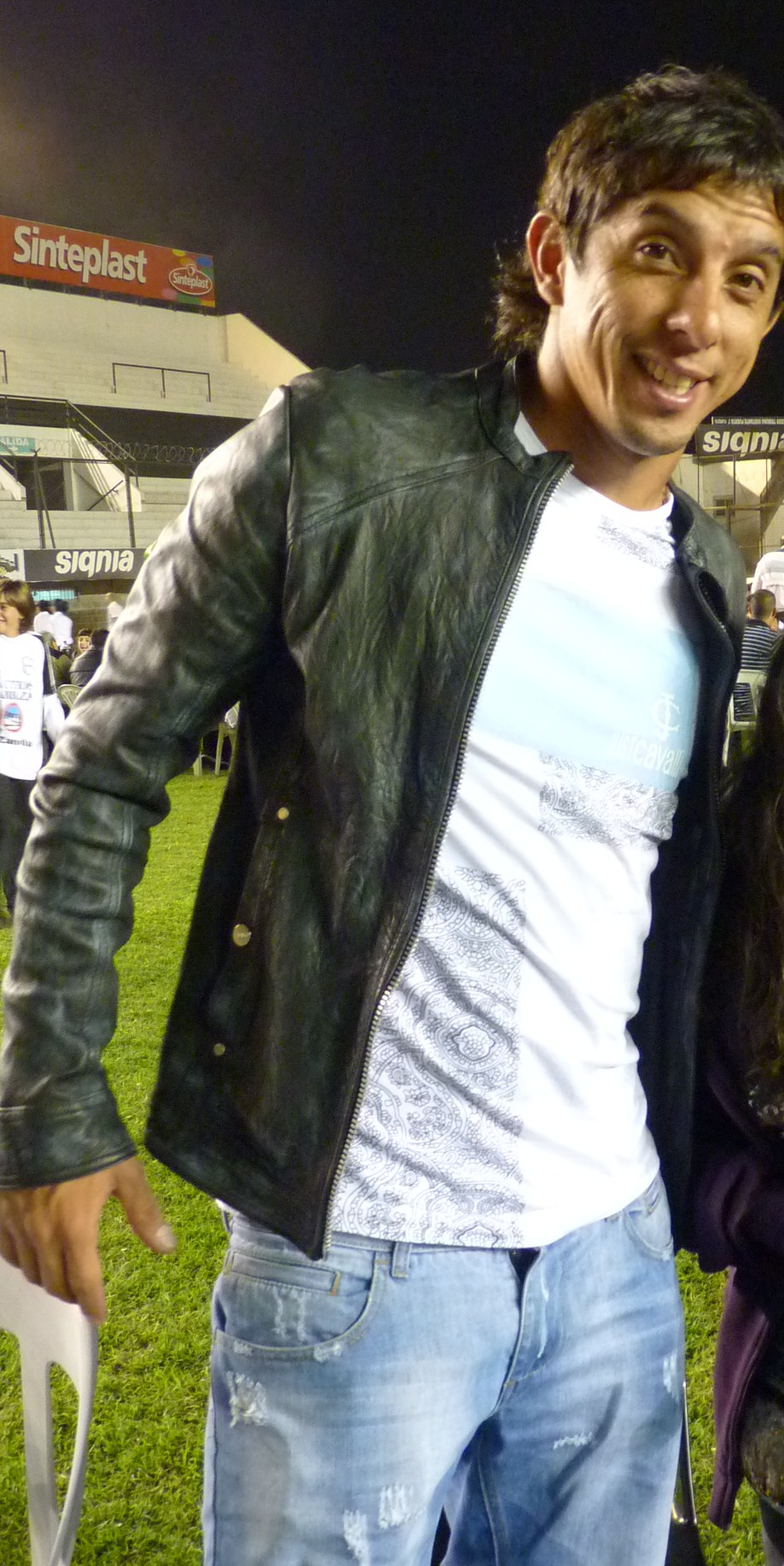
Hugo Barrientos

Hugo Barrientos (* 3. Januar 1977 in Comodoro Rivadavia) ist ein ehemaliger argentinischer Fußballspieler.
Der Mittelfeldspieler begann seine Karriere 1994 bei C.A.I. 1999 wechselte er zu Atlético de Rafaela in die Nacional B und schaffte mit dem Klub 2003 den Aufstieg in die Primera División. Schon nach einem Jahr folgte der Abstieg und Barrientos ging zu Olimpo und im Jahr darauf zu Instituto Córdoba. 2006 wechselte er zum Zweitligisten Huracán, mit dem er in die Primera División aufstieg. 2009 ging er zu den Newell’s Old Boys und ein Jahr später zu den All Boys. Dort wurde er im Mai 2012 bei einer Dopingkontrolle positiv auf Benzoylecgonin und Pseudoephedrin getestet und für drei Monate gesperrt. Nach seiner Sperre ging er wieder zu Huracán in die Nacional B. 2013 spielte er bei dem Drittligisten Platense, um dann 2014 bei seinem alten Heimatverein C.A.I. seine Laufbahn zu beenden.